# デイジー・ミラー
『デイジー・ミラー』（Daisy Miller）は、ヘンリー・ジェイムズ初期の中編小説。1879年にアメリカとイギリスで刊行。ヨーロッパ社会における奔放なアメリカ人女性の姿を描き、ジェイムズの評価を高めた「国際状況もの」の作品である。
ジェイムズがローマ在住のある女性から聞いた噂話―ものを知らないアメリカ人の母と娘がローマで得体の知れない美少年を拾い、連れまわしていたという話―が小説の元になった。発表前にフィラデルフィアの友人に読んでもらったところ、「アメリカの若い女性への冒涜」と評されたという。旅行小説という側面と、ヨーロッパとアメリカの文化を対比的に捉え、アメリカ人のヨーロッパ体験を描いた国際小説という側面を持つ。

## 登場人物
- ウィンターボーン - 27歳のアメリカ人青年。ジュネーヴで教育を受けた。定職は持っていない。
- デイジー・ミラー - 若く美しいアメリカ人女性。父は実業家。9歳の弟ランドルフ、母親と3人でヨーロッパ旅行をしている。
- コステロ夫人 - ウィンターボーンの伯母。
- ジョヴァネリ - デイジーと親しくするイタリア人。
- ウォーカー夫人 - ウィンターボーンの知人でローマ在住のアメリカ人。ヨーロッパ社交界の研究に熱心である。

## あらすじ
夏のある日、ジュネーヴからレマン湖畔の町ヴヴェイへやってきたウィンターボーンは、美しいアメリカ人女性デイジーと知り合い、天真爛漫な彼女に魅了される。同地に滞在中の伯母・コステロ夫人は既にデイジーの噂を聞いており、「品位がない」と評している。数日後、ウィンターボーンとデイジーは2人で近くにある古城へ出かける。近くジュネーヴに戻ることを告げると、デイジーは不機嫌になり、冬にローマで再び会うことを約束させられる。
年が明け、今はローマに滞在している伯母から便りが届く。例の女性はローマで三流のイタリア人男性と遊びまわって噂になっているとのこと。ローマへ着いたウィンターボーンが、知り合いのウォーカー夫人を訪ねると、ちょうどデイジーと弟、母親が訪ねてくる。デイジーは親しげにウォーカー夫人へ話しかけ、ウォーカー邸のパーティーに出席させてもらうようにと頼む。その後、ピンチョ庭園へ行くというデイジーをウィンターボーンが送っていくことになる。デイジーはローマに来てから知り合いが増え、社交界へ出入りするのが楽しいと話す。ピンチョ庭園に着くと、イタリア人のジョヴァネリが彼女を待っていた。しばらく3人で歩くことになるが、ウォーカー夫人が馬車で追いかけて来る。こんなところを男2人従えて歩くのはみっともない、馬車に乗るように、と夫人は言うが、デイジーは反発し、ジョヴァネリと共に去っていく。馬車に乗ったウィンターボーンはデイジー・ミラー嬢と絶縁するよう夫人から忠告されるが、彼女に対する好意は消えていない。
3日後、ウォーカー邸でのパーティーにウィンターボーンも出席する。だいぶ時間が経ってから、デイジーとジョヴァネリが一緒に来た。ジョヴァネリが美声を披露している間、ウィンターボーンはデイジーと話をするが、あのイタリア人にすっかり入れ込んでいるようだ。帰り際、ウォーカー夫人に手ひどい言葉を浴びせられたデイジーは青ざめて帰ってゆく。
その後も教会や古代遺跡で2人がいるのを見かけ、また伯母や友人からも様々な噂を聞かされた。
ある夜更け、食事の後で歩いて帰るウィンターボーンがコロッセオへ寄ってみると、デイジーとジョヴァネリがいた。ウィンターボーンは熱病（マラリア）に気を付けるよう忠告して2人を帰らせる。それから間もなく、デイジーが急病になったという噂を聞く。重篤であるらしい。母親によれば、「イタリア人男性と婚約はしていない」ことをウィンターボーンへ伝えてほしいと、デイジーは母に3度も頼んだという。1週間ほどでデイジーは亡くなり、ローマの新教徒墓地に埋葬された。

## 主な訳書
- 『ねじの回転　デイジー・ミラー』行方昭夫訳、岩波文庫、2003年
- 『デイジー・ミラー』小川高義訳、新潮文庫、2021年
- 『デイジー・ミラー　ほんもの』齊藤昇訳、幻戯書房、2025年。巻末に年譜

## 本作に基づく作品
- 映画「デイジー・ミラー」ピーター・ボグダノヴィッチ監督（1974年、アメリカ映画）